# Heterobates
Heterobates is een geslacht van wantsen uit de familie schaatsenrijders (Gerridae). Het geslacht werd voor het eerst wetenschappelijk beschreven door Bianchi in 1896.

## Soorten
- Heterobates bilobatus (Esaki, 1927)
  - =[2] Teratobates bilobatus Esaki, 1927[3]
- Heterobates dohrandti Bianchi, 1896[1]
- Heterobates rihandi (Pradhan, 1950)
  - =[2] Teratobates rihandi Pradhan, 1950[4]